# 75
Năm 75 là một năm trong lịch Julius. 

## Sự kiện
- Lưu Đát lên ngôi hoàng đế, tức Hán Chương Đế trở thành hoàng đế thứ 18 của Nhà Hán.

## Mất
- 5 tháng 9,  Lưu Trang tức Hán Minh Đế, hoàng đế thứ 17 của Nhà Hán.